# Пети-Бретон, Люсьен
Люсьен Пети-Бретон , известный, как Маленький бретонец (фр. Lucien Petit-Breton; 18 октября 1882, Плессе, Атлантическая Луара, Франция — 20 декабря 1917, Труа, Об, Франция) — французский спортсмен, велогонщик, неоднократно побеждавший в престижных соревнованиях. Победитель гонки Тур де Франс 1907 и 1908 годов. Первый из велосипедистов, ставший двукратным победителем Тур де Франс.

## Биография
После его рождения в 1888 году семья Пети-Бретона переехала в Южную Америку. Спортивную карьеру начал после того, как в возрасте шестнадцати лет выиграл в лотерее велосипед. Тренировки спортсмен начал в Буэнос-Айресе, где, по некоторым данным, в возрасте 19 лет выиграл чемпионат Аргентины.
«Маленький бретонец» причислен к числу лучших велосипедистов ранней эпохи развития велоспорта.
24 августа 1905 года установил рекорд, проехав за час 41 110 метров (Буффало, Париж).
Выступал, кроме шоссейных, также и в классических велогонках, занимал первые места в гонках Париж — Тур (1906), стал первым победителем гонок Милан — Сан-Ремо (1907), Париж — Брюссель (1908), Джиро д’Италия (один этап, 1911), в 7 этапах Тур де Франс.
Пети-Бретон закончил свою спортивную карьеру, вступив во французскую армию, в связи с начавшейся Первой мировой войной. Погиб в 1917 году, в результате автокатастрофы на арденском фронте под Труа.